# Quavo

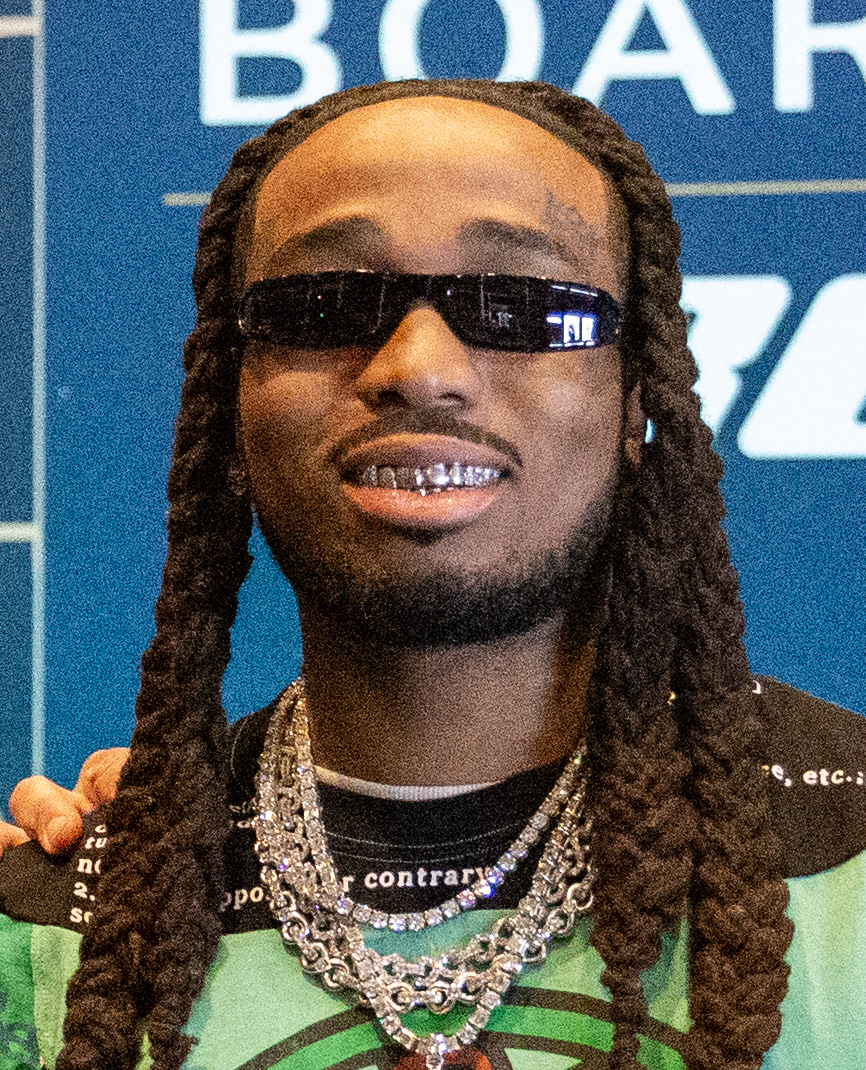

奎韋斯·科亞特·馬歇爾（1991年4月2日—），艺名Quavo，是一名美國饒舌歌手、詞曲作家及音樂製作人。為團體Migos成員。2018年，他的首張錄音室專輯《Quavo Huncho》在Billboard 200排行榜上排名第二，並誕生了白金認證單曲《Workin Me》。他的第二張專輯《Rocket Power》（2023年）在排行榜上排名第18，並以紀念前一年被殺害的Takeoff發行。

## 音乐作品
专辑
- 《Quavo Huncho》 (2018)
- 《Rocket Power》 (2023)

## 外部連結
- Quavo在Allmusic上的頁面